# Sóc Brazil
Sóc Brazil, còn gọi là Sóc Guiana, tên khoa học Sciurus aestuans, là một loài động vật có vú trong họ Sóc, bộ Gặm nhấm. Loài này được Linnaeus mô tả năm 1766. Chúng là loài đặc hữu của Nam Mỹ, được tìm thấy ở Đông bắc Argentina, Brasil, Guyana, Guyane thuộc Pháp, Suriname và Venezuela.

## Hình ảnh

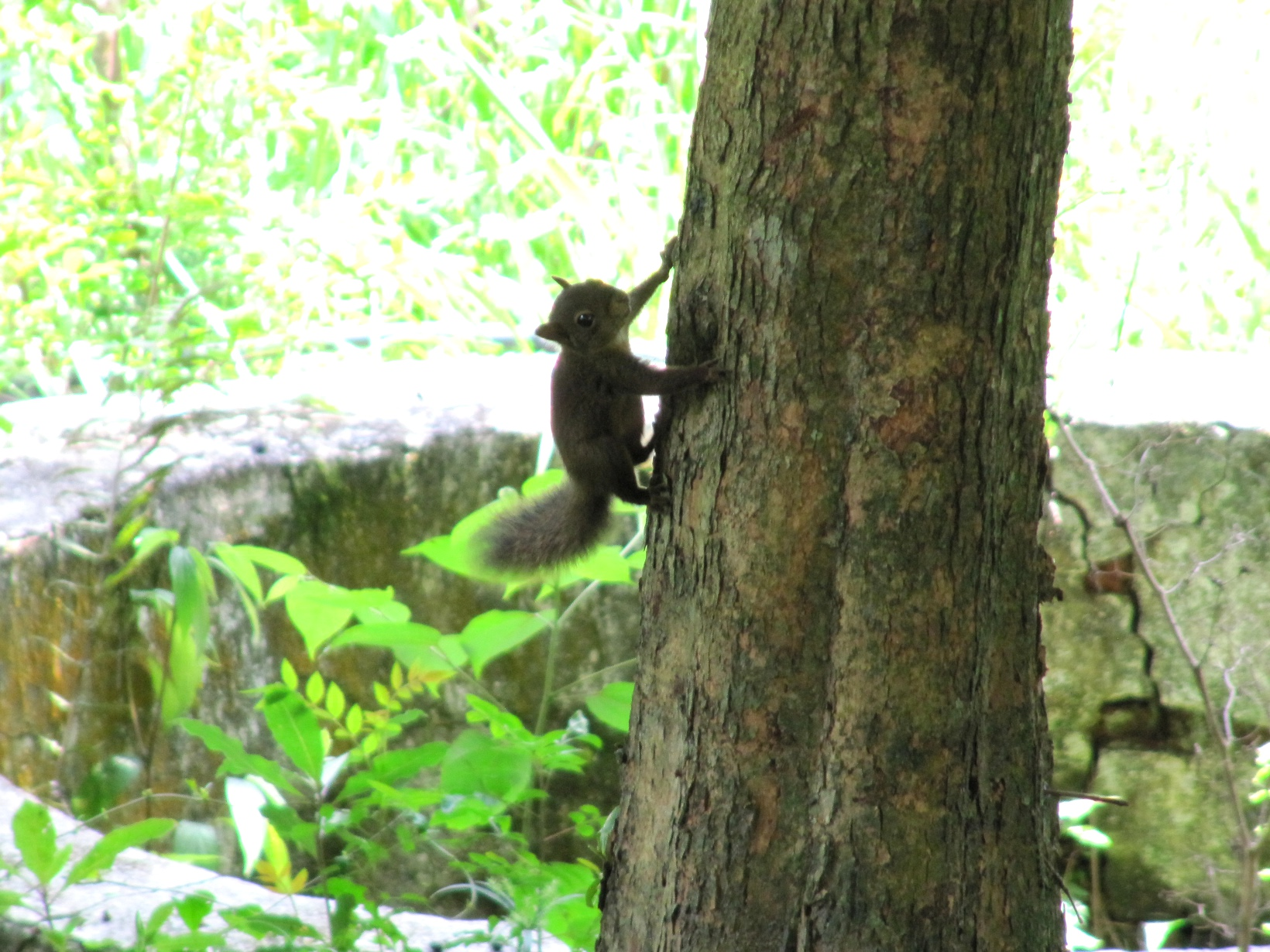
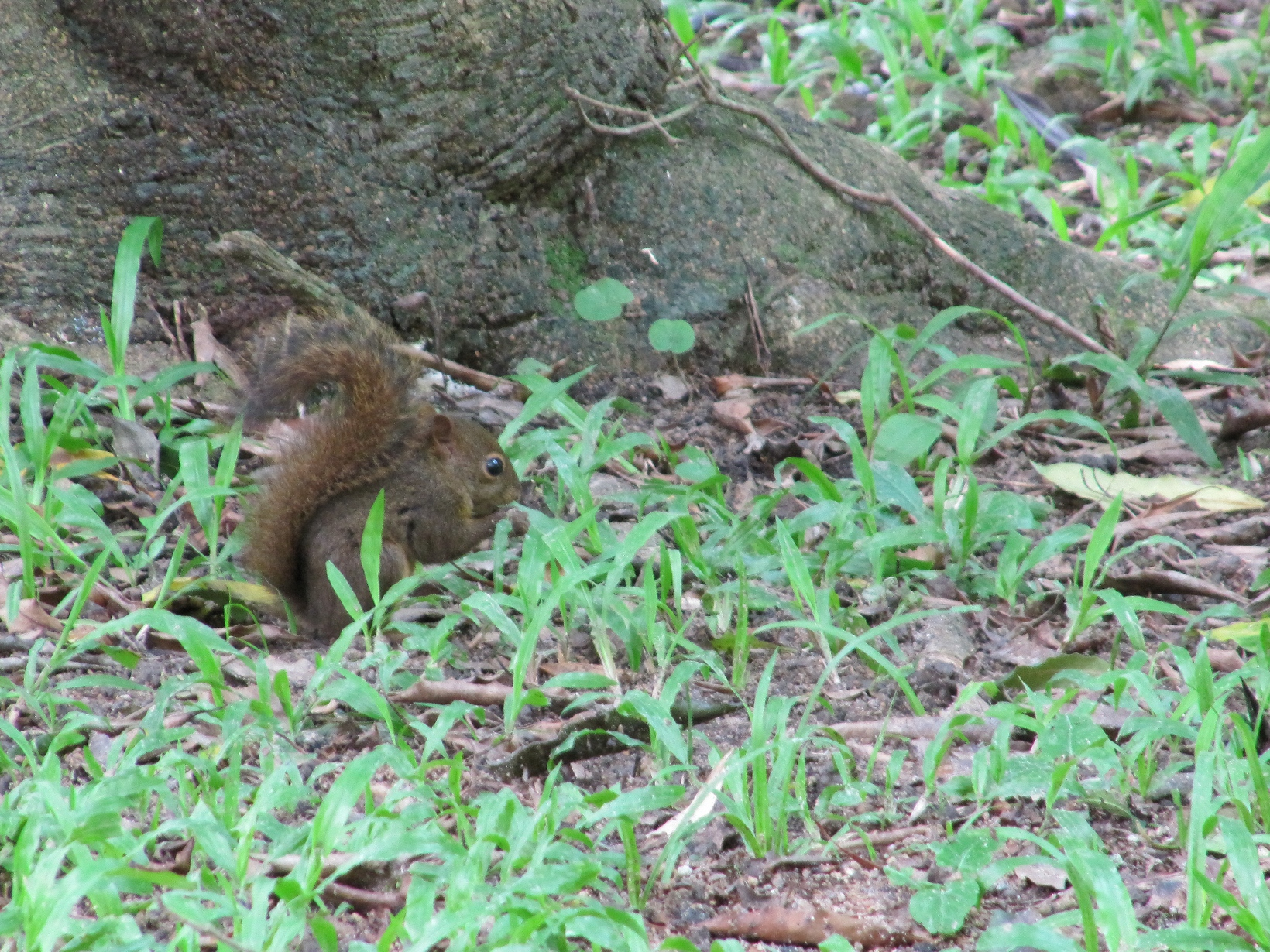